# Lex Kampl
Lex Kampl (offiziell: 54. Bundesverfassungsgesetz, mit dem das Bundes-Verfassungsgesetz geändert wird) ist der inoffizielle, besonders durch die Medien verbreitete, Name einer Novelle des österreichischen Bundes-Verfassungsgesetzes, die in Zusammenhang mit der anstehenden Vorsitzführung des Bundesrates durch Siegfried Kampl erlassen wurde. Sie trat am 25. Juni 2005 in Kraft.

## Vorgeschichte
Der Vorsitz im Österreichischen Bundesrat wechselt halbjährlich zwischen den Bundesländern. Die Funktion des Bundesratspräsidenten wird dabei von einem jener Mitglieder des Bundesrates ausgeführt, der der mandatsstärksten Fraktion im Landtag des Landes angehört, das den Vorsitz führt. Weiters ist bestimmt, dass automatisch das bei der letzten Wahl durch den jeweiligen Landtag erstgereihte Mitglied der in Frage kommenden Mitglieder des Bundesrates den Posten übernehmen muss.
Der aufgrund seiner Aussage während einer Rede im April 2005, dass Wehrmachtsdeserteure „zum Teil Kameradenmörder“ waren, und dass es nach 1945 eine „brutale Naziverfolgung“ in Österreich gegeben habe, in die öffentliche Diskussion geratene Siegfried Kampl hätte nach dieser Bestimmung am 1. Juli 2005 für das Bundesland Kärnten den Vorsitz im Bundesrat übernehmen sollen. Dies wurde überwiegend abgelehnt. Da er sein Bundesratsmandat aber nicht freiwillig zurücklegte, wäre sein Vorsitz aufgrund des geltenden Verfassungsrechts nicht zu verhindern gewesen.

## Erlassung
Insbesondere auf Drängen der Opposition wurde daher von der Regierung eine Verfassungsnovelle eingebracht. Diese erlaubte, dass nunmehr der vorsitzführende Landtag eine Umreihung vornehmen kann, so dass ein anderes Bundesratsmitglied, das aber aus derselben Fraktion und demselben Bundesland stammen muss, anstelle des erstgereihten Mitgliedes den Vorsitz übernimmt.
Die Lex Kampl wurde vom Bundesrat einstimmig angenommen; die Mitglieder der Freiheitlichen Fraktion, bis auf BZÖ-Bundesrat Roland Zellot, hatten zuvor den Abstimmungssaal verlassen. Die Verfassungsnovelle konnte somit am 25. Juni 2005 in Kraft treten, am 29. Juni 2005 führte der Kärntner Landtag die nunmehr erlaubte Umreihung durch.
Das Gesetz wurde am 10. Dezember 2007 (für die Amtsperiode vom 1. Januar bis zum 30. Juni 2008) vom Tiroler Landtag gegen den unliebsamen Hans Ager angewandt, der zugunsten von Helmut Kritzinger zurückgereiht wurde.

## Gesetzeswortlaut
Die Änderung betraf insbesondere das Einfügen folgenden Satzes in den Art. 36 Abs. 2 des Bundes-Verfassungsgesetzes:
„Der Landtag kann jedoch beschließen, dass der Vorsitz von einem anderen Vertreter des Landes geführt werden soll, dessen Mandat im Bundesrat auf diese Partei entfällt; [...]“